# スー・ルックアウト空港
スー・ルックアウト空港（スー・ルックアウトくうこう） (IATA: YXL, ICAO: CYXL) はカナダ・オンタリオ州スー・ルックアウトにある地域空港である。当空港は1933年に開港した。開港時、当空港は北アメリカでシカゴ・ミッドウェー国際空港に次いで2番目に忙しい空港であった。現在は「ミニハブ空港」として利用されており、北西オンタリオ地方の北部にある集落へ簡単に行き来することができる。
NAV CANADAは当空港を "airport of entry"（出入国港）と定め、カナダ国境サービス庁 (CBSA) の職員が配置されている。現在、当空港のCBSAの職員は乗客が15人以下のゼネラルアビエーション機の入国・税関手続きしか処理できない。

## 就航路線
| 航空会社             | 就航地                                                       |
| -------------------- | ------------------------------------------------------------ |
| ベアスキン航空       | ドライデン、ケノーラ、レッドレイク、サンダーベイ、ウィニペグ |
| ワサヤ・エアウェイズ | レッドレイク、サンダーベイ                                   |